# 开原站
开原站，位于中华人民共和国辽宁省铁岭市开原市，是京哈铁路、开源铁路上的一个车站，建于1903年，是由沈阳局集团沈阳车务段管辖的二等站。

## 歷史
光绪二十八年（1902年）由中俄共建的南满铁路支线（长春至大连）完工，沙俄军队建立并管辖面积为6.1平方公里的“小孙家台附属地”（即开原附属地）。1903年，沙俄在今货物处北侧（今孙台路西端），修筑了简易的火车站（第一代站房），称孙台站，现已拆除。
1905年，日俄战争结束，日本从沙俄手中夺得了辽东半岛的租借权，沙俄被迫将长春至大连的南满铁路连同附属地转让给日本。附属地改名为“满铁开原附属地”，全称“满洲铁路株式会社开原附属地”，民间仍称“小孙台附属地”。1906年后，日本人又将孙台站改称开原驿，民间仍称孙台站或开原站。
第二代站房建于1915年，青砖、薄铁覆顶，位置在俄建火车站北（今孙台路西）。
现役第三代站房建于第一代站房以北800米处，红砖结构，二层，由满铁建筑课设计，大同组施工，带有20世纪初流行的表现主义与阿姆斯特丹学派特色。此站于1927年施工，1928年竣工，1929年交付使用。在建设开原站的时候，满铁方面充分地考虑到了近代化在附属地建设中的重要性。因此，开原站的修建无论是设计、施工还是使用功能，都与城市近代化的发展相吻合。钢筋混凝土的使用, 不仅增强了车站功能, 还延长了车站的使用寿命。
开原火车站属南满铁路线上的大站，建筑面积3049平方米。此站设计先进，为满铁车站之一流。站舍（候车室及地下室）建筑面积为2093平方米，办公楼（北楼）建筑面积为956平方米。站舍建筑规模仅次于长春、四平、沈阳、大连等站。与之相适应，在站西十里的二寨子还建有军用飞机场。

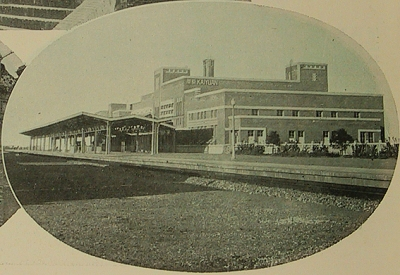
开原站

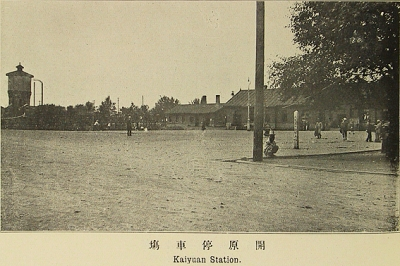
开原站 站前广场

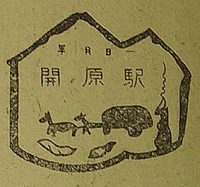
开原站車站紀念章

### 开原站附属地

##### 俄治时期
沙俄建立的开原附属地占地610公顷, 主要的建筑包括车站站台、货场、铁路售票楼、车站办公楼、护路军兵营、水塔以及供乘客使用的旅馆和饭店。在车站前修有站前广场, 所有建筑围绕在广场周边。俄国采用的是欧洲流行的以中心广场为核心, 在广场四周的道路两侧修建建筑, 以广场和道路辐射整个城区。在当时的规划中, 开原站仅为四等站, 附属地规模较小。
附属地的建筑多为临时性建筑。因此, 在开原的俄式建筑几乎没有使用混凝土, 这也减少了俄式建筑的使用寿命和存在时间。
1900年，初步形成的开原新城在义和团运动中大部分被损坏。虽然后来俄国在辛丑条约之后, 再次复修了损坏的铁路设施, 但限于财力、物力, 建筑自身的规模和城镇规划都大不如前。

##### 日治时期
1907年, 日本人在开原孙家台设置满铁附属地, 割去开原县土地184505万坪。原来的附属地仅剩少数俄式建筑, 道路等相关设施也并不完善。满铁接手后, 不仅进一步完善了原有的铁路附属设施, 还修建了大量的商业建筑, 同开原的商埠地连接起来, 成为开原地区新的中心。开原在这一时期, 经济迅速发展, 带动了城市规模的扩大。由于盛产大豆, 又为通衢, 中日商贩往来不绝于途, 几乎成为中心市场而压倒铁岭, 其发展速度可称沿线第一。1916年2月, 在大豆集散地长春和开原设立交易所, 交易物品为大豆、小麦、高粱和豆饼，通过实行“粮谷出荷”和“粮食配给”, 来掠夺大豆这种重要战略物资和油料作物。
1912年3月, 街区已初具规模。先后修建了满铁医院、满铁小学堂、邮局、警察署, 并依托车站修建道路, 进行近代街区的规划和施工, 先后修建了奉天路、石家台街、车站街、孙家台街、开原大街和掏鹿大街等, 基础设施中的公路也从最初的土路逐渐完善到添加碎石。到1939年时, 日本居民区和商业区以及主要街路完成了沥青铺设, 其他的道路也陆续完善成为砂石路。供水系统也从1915年开始以车站为中心向附属地和商埠地扩展, 到1922年时完成了10万英加仑的供水塔, 供给整个附属地用水。1928年建成了新城地区的街内下水系统。
1930年, 工业已发展到8种行业24级。其中民族工业19家, 日本人开设的4家, 朝鲜人开设的1家。
附属地的商业经济带动了人口的迁徙, 大批的中国人进入到附属地从事商业活动, 附属地内人口激增。
1931年时, 满铁开原附属地的面积已达6634万平方公里, 位列满铁附属地面积的前十, 而开原老城则渐渐衰弱。
到九一八事变之前, 开原附属地已成为了集旅馆，商埠、军营、电话电报局、警察署、医院、学校等为一体的新城区。
1939年3月, 县公署从开原老城迁到了开原新城, 至此, 开原新城成为开原地区的政治和经济中心。

## 車站周邊
- 开原市汽车客运站
- 开原市第八中学
- 开原市价格监督检查局
- 中国银行开原支行
- 开原大戏院
- 开原市育才小学
- 中国邮政储蓄银行迎宾营业所
- 开原市中医院